# O Store Gudh, min Fader och min Herre
O Store Gudh, min Fader och min Herre är en gammal psalm i arton verser av Gustaf Ållon. Högmarck (1736) säger om denna psalmtext: "En af de herligaste Böne-Psalmar."
Psalmen inleds 1695 med orden:
O Store Gudh, min Fader och min HErre
Som alt haar skapat både störr' och smärre!
Enligt 1697 års koralbok användes en melodi som användes till flera psalmer: Pris vare Gud, som min hand lärer strida (nr 105), Lova Gud i himmelshöjd (nr 112), Är jag allen en främling här på jorden (nr 258), Lof, prijs och tack ske tigh (nr 302) och O Gud, som ej de spädas röst föraktar (nr 330).

## Publicerad i
- 1695 års psalmbok, som nr 300 under rubriken "Böne-Psalmer".

## Fotnoter
1. ↑  Högmarck, Lars Psalmopoeographia, Stockholm, 1736.